# Sorj Chalandon
Sorj Chalandon (* 16. května 1952 Tunis) je francouzský spisovatel a novinář. Od roku 1973 do roku 2007 pracoval jako novinář v deníku Libération, kde mimo jiné zastřešoval události v Libanonu, Íránu, Iráku, Somálsku a Afghánistánu. V roce 1988 získal cenu Alberta Londrese za články o Severním Irsku a soudech Klause Barbieho. Od té doby pracoval pro satiricko-investigativní noviny Le Canard enchaîné. Jeho druhý román Une promesse (2006) získal cenu Prix Médicis. Jeho román Retour à Killybegs z roku 2011 získal francouzskou Grand Prix du roman de l'Académie a byl vybrán do užšího výběru pro cenu Goncourt.

## Díla
- Le Petit Bonzi (2005)
- Une promesse (2006)
- My Traitor (Mon traître, 2008)
- La Légende de nos pères (2009)
- Return to Killybegs (Retour à Killybegs, 2011)
- The Fourth Wall (Le Quatrième Mur, Prix Goncourt des Lycéens 2013)
- Profession du père (2015)